# 227
Правління імператора Александра Севера у Римській імперії. У Китаї триває період трьох держав, найбільшою державою на території Індії є Кушанська імперія, у Персії завершується формування імперії Сассанідів.
На території лісостепової України Черняхівська культура. У Північному Причорномор'ї готи й сармати.

## Події
- У Римі страчено тестя імператора Сея Саллюстія за спробу вбивства зятя й узурпації влади.

## Народились
- Геренній Етруск, майбутній римський імператор.

## Померли
- Сей Саллюстій
- Сюй Юе